# Popis:Jezične porodice i jezici: Nilsko-saharski jezici – Uralsko-altajski jezici
- Jezične porodice i jezici: Afrazijski jezici – Austroazijski jezici
- Jezične porodice i jezici: Austronezijski jezici – Indijanski jezici
- Jezične porodice i jezici: Indoeuropski jezici – Nigersko-kongoanski jezici
- Jezične porodice i jezici: Nilsko-saharski jezici – Uralsko-altajski jezici
- izolirani, neklasificirani, miješani, kreolski, znakovni, pidžinski i umjetni jezici
- Jezične porodice i jezici: Dodatak

## Nilsko-saharski jezici
(204)

### Berta
(1) Etiopija: berta.

### Centralnosudanski
(65)

#### istok
(22): 
a. Lendu (3) Demokratska republika Kongo, Uganda, Sudan: bendi, lendu, ngiti:
b. Mangbetu (3): asoa, lombi, mangbetu;
c. Mangbutu-Efe (6): efe, lese, mamvu, mangbutu, mvuba, ndo;
d. Moru-Madi (10): 
d1. centralni: aringa, avokaya, keliko, logo, lugbara,  omi.
d2. sjeverni: moru,
d3. južni: južni ma'di, ma'di, olu'bo,

#### zapad
(43) Čad, Srednjoafrička Republika, Sudan: 
a. Bongo-Bagirmi (41): 
a1. Bongo-Baka (8):
a. Baka (1): baka,
b. Bongo (1): bongo,
c. Morokodo-Beli (6): beli, jur modo, mittu, 
c1. Morokodo-Mo’da (3): mo'da, morokodo, nyamusa-molo,
a2. Kara (3): furu, gula /SAR/, yulu.
a3. Sara-Bagirmi (29):
a. Bagirmi (8): bagirmi, berakou, disa, gula /Čad/, jaya, kenga, morom (bernde), naba,
b. Sara (19):
b1. Sara Proper (17):
bedjond, dagba, gor, gulay, horo, kaba, laka, mango, mbay, ngam, ngambay, sar, 
a Sara Kaba (5): kaba deme (Sara Kaba Démé), kaba na (Sara Kaba Náà), kulfa, sara dunjo, sara kaba,
b2.Vale (2): lutos, vale,
birri, fongoro,
a4. Sinyar (1): sinyar,
b. Kresh (2) Sudan: aja, gbaya

### Fur
(3) Ćad, Sudan: amdang, fur, mimi.

### Istočnosudanski
(95)

#### Istočni
(26) Sudan, : Istočni Jebel (4): aka, gaam, kelo, molo; Nara (1): nara; Nubijski (11): birked, dair, dilling, el hugeirat, ghulfan, kadaru, karko, kenuzi-dongola, midob, nobiin, wali; Surmi (10): didinga, kacipo-balesi, kwegu, majang, me'en, murle, mursi, narim, suri, tennet.

#### Kuliak
(3): ik, nyang'i, soo.

#### Nilotski
(52)
d3 a. istočni (16) Sudan, Uganda, Kenija, Tanzanija, Etiopija: Bari (3): bari, kakwa, mandari; Lotuxo-Teso (13): dongotono, karamojong, lango, lokoya, lopit, maasai, ngasa, nyangatom, otuho, samburu, teso, toposa, turkana.
d3 b. južni (14) tanzanija, Kenija, Uganda: Kalenjin (12): aramanik, endo, kalenjin, kisankasa, kupsabiny, mediak, mosiro, okiek, pökoot, sabaot, sjeverni tugen, talai; Tatoga (2): omotik, datooga.
d3 c. zapadni (22) Sudan, Uganda, Demokratska Republika Kongo, Kenija: Dinka-Nuer (7): dinka (5 jezika: južni, jugoistočni, jugozapadni, sjeveroistočni, sjeverozapadni), nuer, reel; Luo (15): acholi, adhola, alur, anuak, belanda bor, burun, jumjum, kumam, lango, luo, luwo, mabaan, päri, shilluk, thuri.
g2. Mabang (8) Čad, Sudan: kendeje; Maba (2): maba, marfa; Masalit (3): masalit, massalat, surbakhal; Runga-Kibet (2): kibet, runga.

#### Zapadni
(14) Čad, Sudan: Daju (7): baygo, daju (3 jezika: nyala-lagowa, sila, dadjo), logorik, njalgulgule, shatt; Nyimang (2): afitti, ama; Tama (3): assangori, mararit, tama; Temein (2): temein, tese.
Maba (9)
g1. Karanga (1) čad: karanga

### Kadugli-Krongo
(6)
kanga, katcha-kadugli-miri, keiga, krongo, tulishi, tumtum.

### Komuz
(6):
e1. Gumuz (1) Etiopija: gumuz
e2. Koman (5) Etiopija, Sudan: gule, komo, kwama, opuuo, uduk.

### Kunama
(1) Eritreja: kunama.

### Saharski
(9)
h1. istočni (2) Sudan: berti, zaghawa.
h2. zapadni (7): Kanuri (5): kanuri (4 jezika: bilma, manga, središnji, tumari), kanembu; Tebu (2): dazaga, tedaga.

### Songhai
(8): 
i1. Korandje (1) Alžir: korandje
i2. Sjeverni (2) mali, Niger: tadaksahak, tasawaq.
i3. Južni (5) Benin, Mali, Burkina Faso, Niger: dendi, songhay (3 jezika: koyra chiini, koyraboro senni, songhay), zarma.
J) Neklasificirani (7) Sudan, Etiopija: shabo

## Papuanski jezici

### Amto-Musa jezici
(2), Papua Nova Gvineja: amto, musan.

### Arafundi
(3) nekad dio skupine ramu. Papua Nova Gvineja:  andai, Nanubae, Tapei

### Arai-Kwomtari
(10) Papua Nova Gvineja
a) Arai (Left May) (4) ama, iteri, nimo, Owiniga
b) Kwomtari (6): baibai, fas, guariso, kwomtari, nai, pyu

### Bayono-Awbono
(2) Indonezija/Papua: awbono, bayono.

### Border
(15)
a. Bewani (5): ainbai, kilmeri, Ningera, Pagi, Umeda
b. taikat (2): awyi, taikat
c. Waris (8): amanab, Auwe, Daonda, Imonda, Manem, Sowanda, viid (senggi), Waris.

### Donji Mamberamo jezici
(2) Indonezija/Papua: warembori, yoke.

### East bird’s head-sentani(istočnovogelkopski-sentani jezici)
(8) Indonezija/Papua:
a. East Bird's Head jezici: manikion, meyah, moskona,
b. Sentani jezici: nafri, sentani, sowari ili demta, tabla.
c. Burmeso: burmeso

### Geelvink Bay jezici(vidiLakes Plain jezici)
eks-porodica. (33) Indonezija/Papua. 

### Istočni Geelvink Bay jezici
(11): anasi, barapasi, bauzi, burate, demisa, kofei, nisa, sauri, tefaro, tunggare, woria.

### Istočni Trans-Fly jezici
(4) nekad dio transnovogvinejske porodice: bine, gizrra, meriam, wipi. 

### istočnonovobritanski jezici
a. Baining (6): kairak, makolkol, mali, qaqet, simbali, ura,
b. Taulil (1): taulil

### Istočnopapuanski jezici
(36) Papua Nova Gvineja, Solomonovi Otoci: bilua, dororo, guliguli, kazukuru, kol, kuot, lavukaleve, savosavo, sulka, touo.

### Južni-centralni papuanski jezici
(22) nekad dio transnovogvinejske porodice:
a. Morehead-Upper Maro (17): Nambu (6): nama, namat, nambo, namo, neme, nen; Tonda (10): arammba, bädi kanum, blafe, guntai, ngkâlmpw kanum, smärky kanum, sota kanum, kunja, rema, wára; Yey (1): yei,
b. Pahoturi (2): agob, idi.
c. Waia (1): tabo.
d. Yelmek-Maklew (2): maklew, yelmek.

### Južnobugenvilski jezici
(9) nekad dio Istočnopapuanske porodice: Buin (3): siwai, terei, uisai; Nasioi (6): lantanai ili Daantanai’,  koromira, naasioi, oune ili ounge, sibe, simeku.

### Kaure jezici
(4): kapori, kaure, kosadle (kosare), narau.

### Lakes Plain jezici
(20): awera, biritai, doutai, duvle, edopi, eritai, fayu, foau, iau, kaiy, kirikiri, kwerisa, obokuitai, papasena, rasawa, saponi, sikaritai, tause, taworta (diebroud), waritai.

### Left May jezici
(6) Papua Nova Gvineja: bo, nakwi.

### Mairasi jezici
(3): Mairasi, mer, semimi.

### Maybrat jezici
(2) nekad dio zapadnonovogvinejske skupine: karon dori, mai brat.

### Mongol-Langam jezici
(3) nekad dio porodice Sepik-Ramu, skupine Yuat-Langam. 
langam, mongol, yaul.

### Nimboran jezici
(5): nekad dio transnovogvinejske porodice. 
gresi, kemtuik, mekwei, mlap, nimboran.

### Pauwasi jezici
(5) nekad dio transnovogvinejske porodice. 
a) Istočni pauwasi jezici: emumu (Emem), Karkar-Yuri, yafi (zorop).
b) Zapadni pauwasi jezici: dubu (tebi), towei,

### Piawi jezici
(2) nekad dio transnovogvinejske porodice: haruai, pinai-hagahai.

### Ramu-Lower Sepik
(32):nekad dio porodice Sepik-Ramu.
a. Kambot (1): ap ma,
b. Lower Sepik ili Nor-Pondo (6): angoram, chambri, kopar, murik, tabriak, yimas.
c. Ramu (25): Annaberg ili Middle Ramu (3): aiome, anor, rao; grass: abu, ambakich, banaro, gorovu; Mikarew (3; nekad dio skupine ruboni): aruamu, kire, sepen; Ottilien (5; nekad dio skupine ruboni): awar, borei, bosngun, kaian ili kayan, watam ili Marangis; Tanggu ili Ataitan (4; nekad dio skupine goam): andarum, kanggape, tanggu, tanguat; Tamolan (6; nekad dio skupine goam): akrukay, breri, igana, inapang, kominimung, romkun. Sedmi jezik itutang [itu] uklopljen je u inapang [mzu].

### Senagi jezici
(2) nekad dio transnovogvinejske porodice: angor, dera.

### Sepik jezici
(56) nekad dio porodice Sepik-Ramu: abau (1; nekad dio skupine Upper Sepik) abau; Biksi (2) Indonezija/Papua: kimki, yetfa; Iwam (3; nekad dio skupine Upper Sepik): amal, iwam, yawenian (iwam, sepik); Leonhard Schultze ili Walio (4) Papua Nova Gvineja: pei, tuwari, walio, yawiyo; Ndu (12): ambulas, boikin, burui, gaikundi, hanga hundi, iatmul, koiwat, malinguat, manambu, ngala, sengo, yelogu; Nukuma (3): kwanga, kwoma, mende; Ram (3) Papua Nova Gvineja: awtuw, karawa, pouye; Sepik Hill (16): Alamblak (2): alamblak, kaningra; Bahinemo (7): bahinemo, berinomo, bisis, kapriman, mari, sumariup, watakataui; Sanio (5): bikaru, hewa, niksek, piame, saniyo-hiyewe; Papi (2; nekad dio skupine Leonhard Schultze) Papua Nova Gvineja: papi, suarmin. Tama (6): Papua Nova Gvineja: ayi, kalou, mehek, pahi, pasi, yessan-mayo; Wogamusin-Chenapian (2; nekad dio skupine Upper Sepik): chenapian, wogamusin; Yellow River (3) Papua Nova Gvineja: ak, awun, namia; Yerakai (1): yerakai.

### Sepik-Ramu jezici
eks-porodica (100 jezika) podijeljena na nekoliko porodica: Ramu-Lower Sepik, Sepik, Yuat.

### Sjevernobugenvilski jezici
(4), nekad dio istočnopapuanske porodice: askopan, ramopa, rapoisi, rotokas.

### Sko jezici
(7) Papua Nova Gvineja:
a Krisa (4): krisa, puari, rawo, warapu.
b. Vanimo (3) : skou, vanimo, wutung.

### Somahai jezici
(2) nekad dio transnovogvinejske porodice momina, momuna.

### Tor-Kwerba jezici
(24) nekad dio transnovogvinejske porodice.
a. Greater Kwerba (9): Isirawa (1): isirawa; Kwerba (7): airoran, bagusa, kauwera, kwerba, kwerba mamberamo, samarokena, trimuris; Mawes (1): mawes.
b. Orya-Tor (15): Orya (1): orya; Sause (1): sause; Tor (13): berik, bonerif ili beneraf, betaf ili tena (nekad smatran neklasificiranim), dabe, maremgi ili dineor, itik, jofotek-bromnya (novopriznat), keder ili keijar, kwesten, kwinsu (novopriznat), mander, vitou ili takar (novopriznat), wares.

### Torricelli jezici
(53):
a. Kombio-Arapesh (10) Papua Nova Gvineja: aruek, bukiyip, eitiep, kombio, mufian, torricelli, weri (ili bumbita arapesh), wom, yambes; novopriznat kao 10. jezik: Abu' arapesh
b. Maimai (6) Papua Nova Gvineja: beli, heyo, laeko-libuat, siliput, wiaki, yahang.
c. Marienberg (7) Papua Nova Gvineja: buna, bungain, elepi, juwal, kamasau, urimo, wiarumus,
d. Monumbo (2) Papua Nova Gvineja: lilau, monumbo
e. Urim (1) Papua Nova Gvineja: urim.
f: Wapei-Palei (23) Papua Nova Gvineja: Palei (10): agi, aiku (podijeljen na Ambrak; Yangum Dey; Yangum Gel; Yangum Mon), Ambrak (novopriznat), alatil, aruop, bragat, nabi, wanap, Yangum Dey; Yangum Gel; Yangum Mon; Wapei (12): au, dia, elkei, gnau, ningil, olo, sinagen, valman, yapunda, yau, yil, yis; Urat (1): urat.
g. Zapadni Wapei (8) Papua Nova Gvineja: one 6 jezika: molmo, inebu, kwamtim, kabore, sjeverni, južni), seta, seti.

### Transnovogvinejski jezici
(564), Dijelom podijeljena. Papua Nova Gvineja
- Transnovogvinejski jezici

#### Angan
(13): angaatiha, akoye, ankave, baruya, hamtai, kamasa, kawacha, menya, safeyoka, simbari, susuami, tainae, yagwoia; 

#### Asmat-Kamoro
(11): buruwai, asmat s obale kazuarina, centralni asmat, citak, diuwe, kamberau, kamoro, sempan, sjeverni asmat, tamnim citak, yaosakor asmat;

#### Awin-Pare
(2): aekyom, pare;

#### Binandere
(13): aeka (novopriznat), baruga, binandere, doghoro, ewage-notu, gaina, guhu-samane, Hunjara-Kaina Ke (novopriznat), korafe ili Korafe-Yegha, orokaiva, suena, yekora, zia;

#### Bosavi
(8): aimele, beami, dibiyaso, edolo, kaluli, kasua, onobasulu, sonia, turumsa (prije neklasificiran),

#### Chimbu-Wahgi
(17): chuave, dom, golin, imbongu, kandawo, kuman, maring, mbo-ung, melpa, narak, nii, nomane, salt-yui, sinasina, sjeverni wahgi, umbu-ungu, wahgi;

#### Damal
(1): damal;

#### Dem
(1): dem;

#### Duna-Bogaya
(2): bogaya, duna; 

#### East Kutubu
(2): fiwaga, foi; 

#### Eleman
(7): kaki ae, keuru ili keoru-ahia, opao, orokolo, purari, tairuma, toaripi;

#### Engan
(14): angal, angal enen, angal heneng, bisorio, enga, erave, huli, ipili, istočni kewa, kyaka, lembena, nete, samberigi, zapadni kewa;

#### Finisterre-Huon
(61): Asaro’o, awara, bonkiman, borong, bulgebi, burum-mindik, dedua, degenan, domung, finongan, forak, gabutamon, gusan, guya, gwahatike, iyo, kâte, kinalakna, komba, kovai, kube, kumukio, ma, madi, mamaa, mape, mese ili mesem, migabac, momare, munkip ili mungkip, muratayak, nabak, nakama, nankina, nek, nekgini, neko, ngaing, nimi, nomu, nuk, nukna, numanggang, ono, rawa, sakam, sauk, selepet, sene, sialum, som, timbe, tobo, tuma-irumu, ufim, uri, wantoat, weliki, yagomi, yau, yopno; 

#### Gogodala-Suki
(4): ari, gogodala, suki, waruna; 

#### Inland Gulf
(7): foia foia (novopriznati), hoia hoia (novopriznati), Hoyahoya (novopriznati), ipiko, karami, minanibai, mubami;

#### istočni Strickland
(6): fembe, gobasi, konai, kubo, odoodee, samo;

#### jugoistočni papuanski
(37): aneme wake, barai, bariji, bauwaki, biangai, binahari, daga, dima, domu, doromu ili doromu-koki, ese, fuyug, ginuman, grass koiari, humene, kanasi, koitabu, kunimaipa, laua, mailu, maiwa, mapena, maria, moikodi, morawa, mulaha, namiae, nawaru, ömie, onjob, planinski koiali, tauade, turaka, uare, umanakaina, weri, yareba;

#### južni Bird’s Head
(10): arandai, duriankere, kaburi, kais, kemberano, kokoda, konda, puragi, suabo, yahadian /po starijoj klasifikaciji i Maku'a ili Makuv’a [lva];

#### Kainantu-Goroka
(29): agarabi, alekano, awa, awiyaana, benabena, binumarien, dano, fore, gadsup, gende, gimi, inoke-yate, isabi, južni tairora, kamano, kambaira, kanite, kenati, keyagana, kosena, ontenu, owenia, siane, sjeverni tairora, tokano, usarufa, waffa, yagaria, yaweyuha; 

#### Kamula
(1): kamula;

#### Kayagar
(3): atohwaim, kayagar, tamagario; 

#### Kiwai
(7): bamu, južni kiwai, kerewo, kibiri (prije neklasificiran), morigi, sjeveroistočni kiwai, waboda;

#### Kolopom
(3): kimaama ili kimaghima, ndom, riantana; 

#### Madang
(106): abaga, amaimon, amele, anam, anamgura, anjam, apali, arawum, asas, atemble, bagupi, baimak, bargam, bau, bepour, bilakura, biyom, bongu, brem, danaru, dimir, duduela, dumpu, dumun, faita, gal, ganglau, gants, garus, girawa, gumalu, isebe, jilim, kalam, kare, kein, kesawai, kobol, kobon, kolom, korak, kowaki, kwato, lemio, maia, maiani, mala, malas, male, matepi, mauwake, mawak, mawan, miani, moere, moresada, mosimo, mum, munit, murupi, musak, musar, nake, nend, nobonob, ogea, pal, pamosu, panim, parawen, paynamar, pulabu, rapting, rempi, rerau, saep, sam, samosa, saruga, sausi, sihan, sileibi, silopi, sinsauru, siroi, sop, sumau, tai, tauya, ukuriguma, urigina, usan, utarmbung, utu, uya, wadaginam, wagi, wamas, wanambre, wasembo, waskia, yaben, yabong, yangulam, yarawata, yoidik;

#### Marind
(6): bian marind, kuni-boazi, marind, warkay-bipim, yaqay, zimakani;  

#### Mek
(7): eipomek, ketengban, korupun-sela, kosarek yale, nalca, nipsan, una;

#### Mombum
(2): koneraw, mombum; 

#### Mor
(1): mor; 

#### Moraori
(1): morori; 

#### Ok-Awyu
(36): Aghu, asue awyu, bimin, burumakok, centralni awyu, edera awyu, faiwol, iwur, jair awyu, južni awyu, južni muyu, ketum, kombai, komyandaret, kopkaka, korowai, kwer, mandobo atas, mandobo bawah, mian, nakai, ngalum, ninggerum, sawi, setaman, sjeverni awyu, sjeverni muyu, suganga, tangko, telefol, tifal, tsakwambo ili tsaukambo, urapmin, wambon, wanggom, yonggom /sjeverni korowai [krg], ukopljen i korowai/;

#### Oksapmin
(1): oksapmin;

#### Pawaia
(1): Pawaia; 

#### Tanah Merah
(1): tanahmerah; 

#### Teberan
(2): dadibi, folopa; 

#### Tirio
(5): abom, baramu, bitur, makayam, were ili weredai; 

#### Turama-Kikorian
(3): ikobi-mena, omati, rumu; 

#### Zapadni transnovogvinejski
(43): abui, adabe, adang, angguruk yali, auye, baham, blagar, bunak, donjovelikodolinski dani, dao, ekari, fataluku, gornjovelikodolinski dani, hamap, hupla, iha, kabola, kafoa, kamang, karas, kelon, kui, kula, lamma, makasae, moni,nduga, nedebang, nggem, ninia yali, oirata, pass valley yali, retta, sawila, silimo, srednjovelikodolinski dani ili tulem, tereweng, tewa, walak, wano, wersing, wolani, zapadni dani;

#### Zapadni kutubu
(1): fasu; 

#### Wiru
(1): wiru.

### Yele-zapadnonovobritanski jezici
(3) nekad dio istočnopapuanske porodice: anem, pele-ata, yele.

### Yuat jezici
(6) nekad dio porodice sepik-ramu, skupine Yuat-Langam: biwat, bun, changriwa, kyenele, maramba, mekmek.

### Zapadnopapuanski jezici
(23), Indonezija (Papua): 
a. sjevernohalmaherski (16):
b. West Bird’s Head (5): kalabra, moi, moraid, seget, tehit.
c. Yapen (2): saweru, yawa.
Galela-Loloda (8): galela, laba, loloda, modole, pagu, tabaru, tobelo, tugutil; Sahu (5): gamkonora, ibu, kao, sahu, waioli; Ternate-Tidore (2): ternate, tidore; West Makian (1): zapadni makian (makian barat).
Novopriznati jezici: andai, nanubae, tapei, Abu' arapesh jezik (2009), ambrak (2007), aeka (2007),

## 'Sinotibetski jezici(449)
- Sinotibetski jezici

### Kineski
(14; + literarni kineski) Kina, Kirgizija: kineski (14 jezika: min dong, jinyu, mandarinski, pu-xian, huizhou, min zhong, dungan, gan, hakka, xiang, min bei, min nan, wu, yue; literarni kineski.

### Tibetsko-burmanski
(389)

#### Bai
(3) Kina: bai (3 jezika: centralni, sjeverni, južni).

#### Himalajski
(145)
a. Mahakiranti (51)
a. Kham-Magar-Chepang-Sunwari (13) Nepal: Chepang (4): bujhyal, chepang, kusunda, wayu; Kham (4): kham (2 jezika: gamale, sheshi), parbate (2 jezika: istočni i zapadni); Magar (3): magar (2 jezika, istočni i zapadni), raji; Sunwari (2): bahing, sunwar.
b. Kiranti (37) Nepal, Indija: Istočni (27): athpariya, bantawa, belhariya, camling, chhintange, chhulung, chukwa, dungmali, kulung, lambichhong, limbu, lorung (2 jezika: sjeverni i južni), lumba-yakkha, meohang (2 jezika: istočni i zapadni), moinba, nachering, phangduwali, pongyong, puma, saam, sampang, waling, yakha, yamphe, yamphu; Zapadni (9): dumi, jerung, khaling, koi, lingkhim, raute, thulung, tilung, wambule; tomyang.
c. Newari (1) Nepal: newar.
Tibeto-Kanauri (93):
a. Lepcha (1) Indija: lepcha.
b. Tibetski (71) Butan, Nepal, Kina, Indija, Pakistan: Bodo (1): tshangla; Dhimal (2): dhimal, toto; Tamang (15): chantyal, ghale (3 jezika: južni, sjeverni, kutang), gurung (2 jezika: istočni i zapadni), manangba, nar phu, seke, tamang (5 jezika: istočni, zapadni, istočni gorkha, sjeverozapadni, jugozapadni), thakali; Tibetski (53): adap, atuence, balti, brokkat, brokpake, bumthangkha, chalikha, changthang, chocangacakha, choni, dakpakha, dolpo, dzongkha, gongduk, groma, helambu sherpa, humla, jad, jirel, kagate, khengkha, kurtokha, kyerung, ladakhi, lakha, layakha, lhokpu, lhomi, lowa, lunanakha, mugom, naaba, nubri, nupbikha, nyenkha, olekha, panang, purik, sherdukpen, sherpa, sikimski/sikkimese, spiti bhoti, stod bhoti, takpa, thudam, tibetski (3 jezika: centralni, amdo i khams ili khampa), tichurong, tseku, tsum, walungge, zangskari.
c. zapadnohimalajski (20) Indija, Nepal: Almora (4): byangsi, chaudangsi, darmiya, rangkas; Istočni (2): baraamu, thangmi; Janggali (1): rawat; Kanauri (12): gahri, jangshung, kaike, kanashi, kinnauri (3 jezika: chitkuli, bhoti, kinnauri), pattani, shumcho, sunam, tinani, tukpa; rongpo.
d. neklasificirani (1) Butan: dzalakha
Neklasificirani (1): baima.

#### Jingpho-Konyak-Bodo
(25):
Jingpho-Luish (4):
a. Jingpho (3) Burma, Indija: jingpho, singpho, taman.
b. Luish (1) Burma: kado.
Konyak-Bodo-Garo (21):
a. Bodo-Garo (13) Indija, Bangladeš:  Bodo (7): bodo, deori, dimasa, kachari, kok borok, riang, tiwa; Garo (2): garo, megam; Koch (4): a'tong, koch, rabha, ruga.
b. Konyak (8) Indija, Burma:  naga (8 jezika: chang, konyak, nocte, khiamniungan, wancho, phom, tase, tutsa.

#### Karen
(20)
Pa'o (1) Burma: pa'o karen.
Pwo (4) Burma, Tajland: karen (4 jezika: istočni, zapadni, sjeverni, phrae pwo).
Sgaw-Bghai (14):
a. Bghai (5) Burma: karen (4 jezika: bwe, geba, geko, lahta), kayan.
b. Brek (1) Burma: brek karen.
c. Kayah (5): karen (3 jezika: yinbaw, yintale, manumanaw), kayah (2 jezika: istočni i zapadni).
d. Sgaw (3) Burma: karen (2 jezika: paku, s'gaw), wewaw.
Neklasificirani (1) Burma: zayein karen.

#### Kuki-Chin-Naga
(74)
Kuki-Chin (49):
a. Centralni (10) Burma, Bangladeš, Indija: chin (6 jezika: bawm, haka, ngawn, zotung, senthang, tawr), darlong, hmar, mizo, pankhu.
b. Sjeverni (26)  Indija, Burma: aimol, anal, biete, chin (5 jezika: siyin, tedim, falam, paite, thado), chiru, gangte, hrangkhol, kom, lamkang, naga (6 jezika: kharam, chothe, monsang, moyon, purum, tarao), purum, ralte, sakechep, simte, vaiphei, yos, zome.
Južni (13) Burma, Bangladeš, Indija: chin (9 jezika: mro, daai, khumi awa, khumi, mara, mün, bualkhaw, chinbon, asho), nga la, shendu, welaung, zyphe.
Naga (25):
a. Angami-Pochuri (9): naga (9 jezika: angami, chokri, južni rengma, khezha, mao, pochuri, poumei, sjeverni rengma, sumi.
b. Ao (4): naga (4 jezika: ao, lotha, sangtam, yimchungru).
c. Tangkhul (3): naga (3 jezika: khoibu, maring, tangkhul.
d. Zeme (8) Indija: naga (8 jezika: rongmei, liangmai, koireng, inpui, thangal, maram, mzieme, zeme.
e. Neklasificirani (1) Indija: puimei naga

#### Lolo-burmanski
(73):
Burmanski (14):
a. sjeverni (6) Burma, Kina: achang, hpon, lashi, maru, pela, zaiwa.
b. južni (7) Burma: arakanski, burmanski, chaungtha, intha, taungyo, tavojski/tavoyan, yangbye.
c. neklasificirani (1) Kina: xiandao.
Lolo (57):
a. sjeverni (27) Kina, Vijetnam: Lisu (2): lisu, lipo; Yi (24): laghuu, mantsi, yi (22 jezika: yi, centralni, dayao, miqie, južni lolopho, naluo, wumeng, wuding-luquan, wusa, sichuan, južni, awu, axi, azhe, sani, eshan-xinping, yuanjiang-mojiang, xishan lalu, istočni lalu, zapadni lalu, zapadni, guizhou, jugoistočni lolo; Samei: samei.
b. južni (19) Kina, Laos, Burma, Vijetnam, Tajland: Akha (11): akha, biyo, hani, honi, kaduo, lahu, lahu shi, mahei, phana', sansu, sila; Phunoi (5): bisu, côông, mpi, phunoi, pyen; jinuo (2 jezika: buyuan, youle), ugong.
c. neklasificirani (4) Burma, Kina: laopang, lopi, nusu, zaozou.
d. yi (7) (Kina): yi (7 jezika: ache, poluo. limi, mili, muji, pula, puwa).
b7. Naxi (1) Kina: naxi.
b8. Neklasificirani (1) Vijetnam: phula.

#### Meitei
(1) Indija: meitei.

#### Mikir
(2) Indija: amri, karbi.

#### Mru
(1) Bangladeš: mru. 

#### sjevernoasamski/North Assam
(13)
Deng (2) Kina: darang deng, german deng.
Tani (11) Indija: adi, adi-galo, apatani, bugun, digaro-mishmi, idu-mishmi, miju-mishmi, miri, na, nisi, sulung.

#### Nung
(5): drung, lama, norra, nung, rawang. 

#### Tangut-Qiang
(15): 
Qiang (11) Kina: ersu, guiqiong, muya, namuyi, pumi (sjeverni i južni), qiang (sjeverni i južni), queyu, shixing, zhaba.
rGyarong (4)Kina: guanyinqiao, horpa, jiarong, shangzhai.

#### Tujia
(2) Kina: tujia (sjeverni i južni).

#### zapadni bodo
(1) Nepal: dura.

#### Neklasificirani
(9) Burma, Indija: anu, ayi, hruso, khamba, lui, palu, pao, sajalong, zakhring.
Novopriznati jezici: : akeu (priznat 2008), alugu, azha

## Tajski jezici
Tai-Kadai) (92)
A) Hlai (2), Kina: hlai, jiamao,
B) Kadai (14), Kina, Vijetnam
b1. Ge-Chi (6), Kina, Vijetnam: bijeli gelao, bijeli lachi, crveni gelao, lachi, zeleni gelao,
b2. Ge-Yang (1):  gelao
b3. Yang-Biao (8), Kina, Vijetnam:
a. Buyang (4), Kina:
a1. Istočni (3): buyang e’ma, langnian buyang, yerong (nekada klasificiran u Bu-Rong).
a2. Zapadni (1): baha buyang,
cun, en, laha, qabiao,
C) Kam-Tai (76)
c1. Be-Tai (63)
a. Be (1), Kina: lingao.
b. Tai-Sek (62), Laos, Vijetnam:
b1. Sek (1), Laos: saek.
b2. Tai (61), Kina, Vijetnam, Laos, Tajland, Indija, Burma: 
a. Centralni (10): cao lan, nung, tày, ts'ün-lao, dai Zhuang, Minz Zhuang, Nong Zhuang, Yang Zhuang, zuojiang zhuang; e danas se vodi kao (miješani jezik); Podijeljen: južni zhuang,
b. Istočni Centralni (Sjeverozapadni) (1): turung,
c. Sjeverni (13): bouyei, tai mène, yoy, Centralni Hongshuihe Zhuang, istočni Hongshuihe Zhuang, Guibei Zhuang, Guibian Zhuang, Lianshan Zhuang, Liujiang Zhuang, Liuqian Zhuang, Qiubei Zhuang, Yongbei Zhuang, Youjiang Zhuang. Podijeljen: sjeverni zhuang.
d. Jugozapadni (32):
d1. Chiang Saeng (10): phuan, tai daeng, tai dam, tai dón, tai hang tong, tày tac, thai, thai song, sjeverni thai, thu lao.
d2. Lao-Phutai (4): lao, nyaw, phu thai, sjeveroistočni thai.
d3. Sjeverozapad (9): ahom, aiton, khamti, khamyang, khün, lü, phake, shan, tai nüa,
d4. Južni (1): južni thai,
d5. Neklasificirani (2): tai hongjin, yong.
pa di, pu ko, tai long, tai thanh, tai ya, tày sa pa.
e. neklasificirani (1): kuan,
rien, tai do, tai pao, tay khang,
c2. Kam-Sui (12), Kina: ai-cham, biao, cao miao, južni dong, kang, mak, maonan, mulam, sjeverni dong, sui, t'en.
c3. Lakkja (1), Kina: lakkia.
- Tai-Kadai jezici

## Uralsko-altajski jezici

### Altajski jezici
(66):

#### Mongolski jezici
(14 jezika)
a 1) istočni (13), Mongolija, Kina: bonan, burjatski (3 jezika: Bargu burjatski ili kineski burjatski, mongolski burjatski i kineski burjatski), darhat, daur, dongxiang, halha mongolski, istočni jugur, kalmik-ojrat, kangjia, monggol, tu.
a 2) zapadni (1). Afganistan: mogholi

#### Tunguski jezici
(12)
b 1) sjeverni (4), Rusija, Kina: even, evenki, negidal, oroqen.
b 2) južni (8) Rusija, Kina: džurčen, mandžurski, nanai, oroč, orok, udihe, ulč, xibe.

#### Turski jezici
(40)
c 1) Bolgar (1), Rusija: čuvaški; bolgarski
c 2) istočni (7) Kina, Turkmenija, Afganistan, Uzbekistan: ainu, čagatajski, ili turkijski, ujgurski, sjeverni uzbečki, južnouzbečki, zapadni jugurski.
c 3) sjeverni (8) Rusija: dolganski, hakaski, jakutski, karagas, sjevernoaltajski, južnoaltajski, šorski, tuvinski.
c 4) južni (11) Iran, Turkmenistan, Afganistan, Uzbekistan, Azerbajdžan, Moldavija, Turska: balkanski gagauz, gagauski, horasanski turski, južnoazerbajdžanski, halački, krimskotatarski, kaškajski, salarski, sjevernoazerbajdžanski, turkmenski, turski.
c 5) urum (1): urum.
c 6) Zapadni: baškirski, čulimski, karaimski, karačajsko-balkarski, karakalpački, kazaški, kirgiski, krimčački, kumički, nogajski, tatarski.
Izumrli jezici: kumanski, pečeneški

### Uralski jezici
(39)

#### Finski jezici
a) Baltofinski, Finska, Estonija, Rusija (11); estonski, finski, ingrijski, Kvenski finski, livonski, ludijski, vepsijski, karelski, votski.
b)  povolškofinski (4); mordvinski (erzja i mokša), marijski (čeremiski 2: livadski ili istočni (šumski) i brdski ili zapadni). Marijski i mordinski danas čine dvije zasebne skupine;  Muromski jezik
c) permjački (3), Rusija: votjački ili udmurtski, permjački, zirjanski.
d) laponski (10; prije 11 (kemi je izumro): akkalski, inarijski, južni, kemski†, kildinski, lulejski, pitejski, sjeverni, skoltski, terski, umejski. Saamski ili laponski danas čine posebnu uralsku skupinu.

#### Ugarski jezici
a) mađarski (1), Mađarska: mađarski
b) obskougarski (2), Rusija: vogulski ili mansijski, ostjački ili hantijski

#### Samojedski
(6 ili 7): jurački (nenecki), enecki (šumski, enecki iz tundre), kamasinski, selkupski, nganasanski (tavgijski).
- Uralski jezici

## Ostali jezici

### Izolirani jezici
(40): abinomn, abun (nekad klasificiran zapadnopapuanskoj porodici), ainu, andoque, burushaski, camsá, candoshi-shapra, canichana, cayubaba, centúúm, elseng, gilyak, hatam (nekad klasificiran zapadnopapuanskoj porodici), itonama, karkar-yuri, kibiri, korejski, kutenai, leco, massep, movima, mpur (nekad klasificiran zapadnopapuanskoj porodicizapadnopapuanski jezici[neaktivna poveznica]), muniche, nihali, odiai, páez, pankararú, puelche, puinave, taiap, taushiro, ticuna, tinigua, tol, trumaí, tsimané, tuxá, urarina, waorani, warao, yale, yámana, yuchi, yuracare, zuni; 
baskijski (danas baskijska porodica); drevni jezici: etruščanski; sumerski.

### Kreolski jezici
(82; prije 86): afroseminolski kreolski, amapá kreolski, andamanski kreolski, angolar, antigvanski i barbudski kreolski engleski ili Kokoy kreolski engleski, kreoski, aukan, baba (baba malajski), babalia, bahamski kreolski, bajan, bende (san andrés kreolski), berbice kreolski nizozemski, betawi, bislama, cafundo kreolski, chavacano, cutchi-swahili, fa d'ambu, fernando po kreolski, gijanski kreolski, gornjogvinejski crioulo (kiryol), grenadski kreolski, gullah, gvadalupski kreolski (kreyol), gvajanski kreolski, haićanski kreolski, havajski kreolski, indoportugalski, jamajkanski kreolski, kabuverdianu, kamerunski pidžin, karipúna kreolski (crioulo, kikongo-kutuba, korlai kreolski, krio, kriol (belize kriol), kupang malajski, kwinti, lujzijanski kreolski, lun'gwiye, macao kreolski, malakanski malajski (chitties kreolski), malayu ambonski (ambong), manado malajski, morisyen, munukutuba (kikoongo), naga pidžin, negerhollands, ngatikese, nigerijski pidžin, nikaragvanski kreolski, nubi, oorlams, palenquero, papia kristang (malakanski kreolski portugalski), papiamentu, peranakan, petjo, pijin (solomonski pidžin), pitkernski, réunionski kreolski, riverain sango, roper-bamyili kreolski (kriol), san miguel kreolski, sango, sãotomense, saramaccan, seselwa kreolski (sejšelski kreolski), skepi kreolski nizozemski, sranan, sudanski kreolski, svetolucijski kreolski, šrilankanski kreolski, tayo, ternateño, tetun dili, timorski pidžin, tobagoški kreolski, tok pisin, torres strait kreolski, trinidadski kreolski, tsotsitaal, turks i caicos kreolski, unserdeutsch, vincentski kreolski, virgin islands kreolski; 
banda malajski (danas se vodi pod malajske jezike),

### Miješani jezici
(21): angloromski, callawalla, caló (gitanski), camtho, e, jeniški (yeniche, jenisch, yenishe), kaqchikel-k'iche', lomavren, malavijski lomwe (nguru, anguru), mbugu, media lengua, mednyj aleutski, michif, nguluwan, norveški putnički, romski grčki (romika, helenoromski), romski srpski, rotwelsch (rodi), shelta, tagdal, tavringerski romski, wutunhua.

### Neklasificirani jezici
(73; prije 78): aariya, abishira, agavotaguerra, aguano, amerax, amikoana, andh, arára do mato grosso, beothuk, betaf, bhatola, bung, cagua, carabayo, chak, chipiajes, coxima, doso, gail, himarimã, iapama, imeraguen, kaimbé, kamba, kambiwá, kapinawá, kara, karahawyana, karirí-xocó, kehu, kembra, kohoroxitari, korubo, kujarge, kunza, laal, langay, lenca, lepki, lufu, luo, majhwar, malakhel, mawa, miarrã, molof, monimbo, mukha-dora, murkim, ná-meo, namla, natagaimas, pankararé, papavô, pataxó-hãhaãi, pijao, polari, pumé, puquina, quinqui, rer bare, škotski cant, tapeba, tingui-boto, tofanma, tremembé, truká, turumsa, uamué, uru-pa-in, usku, wakoná, warduji, wasu, waxianghua, weyto, xinca, xukurú, yarí, yauma, yeni, yuwana; 
Drevni jezici: hatski; kaškejski, meroitski; Izumrli jezici: beothuk

### Znakovni jezici
(3): Znakovni jezik prerijskih Indijanaca; znakovni jezik australskih Aboridžina; Samostanski znakovni jezik.

### Pidžin
(18): barikanchi, broom kreolski (broome pearling lugger pidgin), fanagalo, gibanawa, hiri motu, iha based pidgin, kineski pidgin engleski, liberijski engleski, lingua franca, maskoy pidgin, mobilian, ndyuka-trio pidgin, nefamese, onin based pidgin, pidgin delaware, settla, tay boi; russenorsk

### Umjetni jezici
(3): esperanto, europanto, interlingua.

## Dodatak: Popis jezika koji su izgubili status
Vidi

### Nestali jezici
a) Drevni jezici: avesta, elamski, etruščanski, fenički, galaćanski, geez, gotski, hatski, hurijski, staroslavenski, sumerski, trački, urartski.
b) Povijesni jezici: srednjoarmenski, staroengleski, starogrčki.
c) Izumrli jezici: bolgarski,

### Novopriznati jezici
2007: andai [afd], hunsrik [hrx], Nanubae [afk], Tapei [afp], vilamovski[wym],

## Vanjske poveznice
- Ethnologue: Fourteenth Edition Language family index (14th)
- Ethnologue language family index (15th)
- Ethnologue language family index (16th)
- The LLOW-database  Arhivirana inačica izvorne stranice od 16. siječnja 2010. (Wayback Machine)
- The Linguist List  Arhivirana inačica izvorne stranice od 30. ožujka 2009. (Wayback Machine)